# 科洛德涅 (茲巴拉日區)
49°45′19″N 25°43′18″E / 49.75528°N 25.72167°E

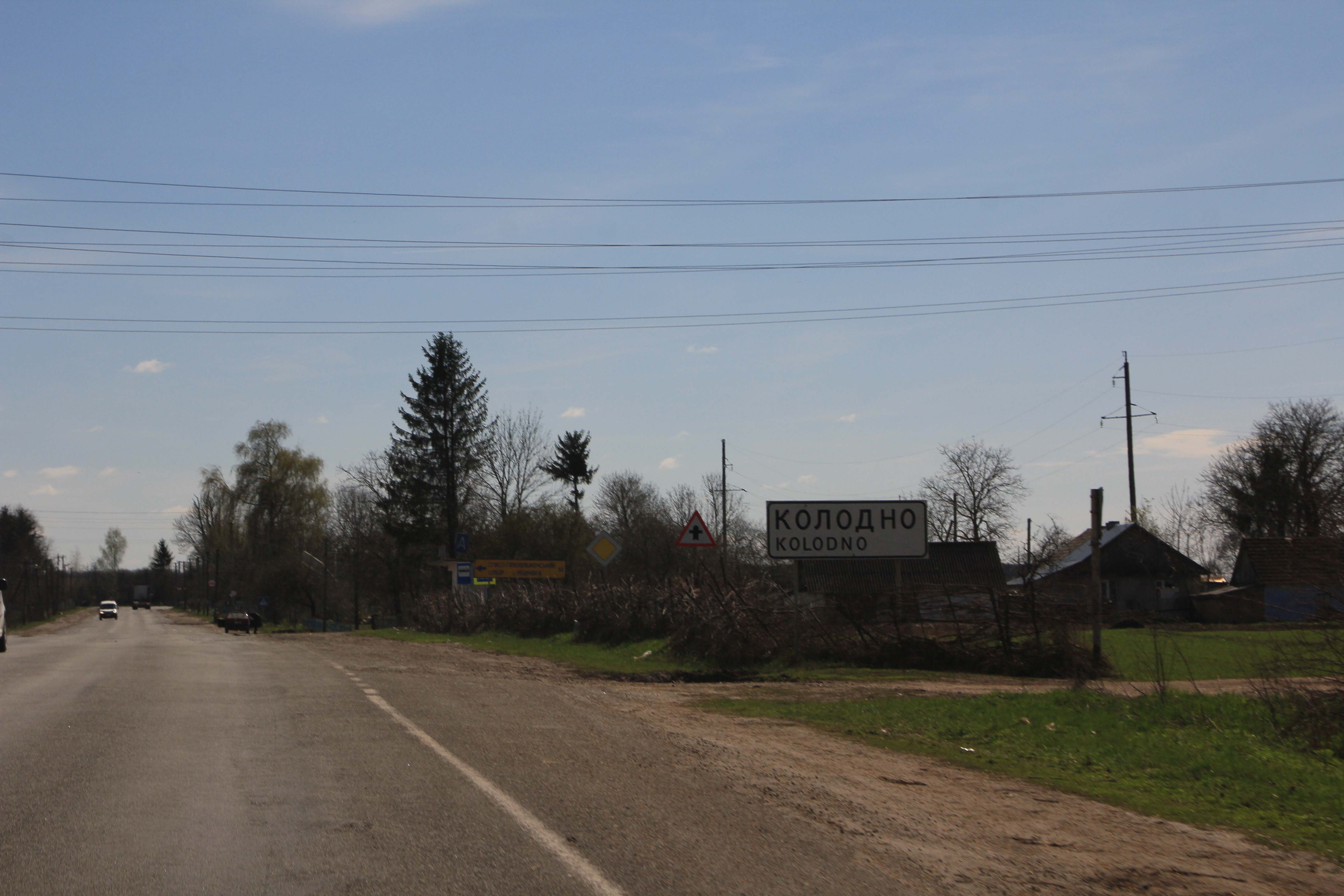

科洛德涅（烏克蘭語：Колодне），是烏克蘭的村落，位於該國西部捷爾諾波爾州，由捷尔诺波尔区負責管轄，始建於1463年，面積0.53平方公里，海拔高度374米，2001年人口1,445，人口密度每平方公里2,716.2人。